# Mario Dal Cin
Mario Dal Cin (* 3. Mai 1940 in Bad Wörishofen) ist ein deutscher theoretischer Physiker und Informatiker und Hochschullehrer auf dem Lehrstuhl für Rechnerarchitektur an der Friedrich-Alexander-Universität Erlangen-Nürnberg.
Mario Dal Cin studierte von 1960 bis 1967 Physik und Mathematik an der Ludwig-Maximilians-Universität München und promovierte 1969 in theoretischer Physik bei Fritz Bopp. Als Post-Doktorand war er von 1969 bis 1971 am Center for Theoretical Studies der Universität Miami in Coral Gables. 1973 habilitierte er sich an der Universität Tübingen und war dort wissenschaftlicher Rat und später Professor. 1985 wurde er Professor im Fachbereich Informatik der Goethe-Universität Frankfurt am Main. Danach war er Professor für Rechnerarchitektur an der Friedrich-Alexander-Universität Erlangen-Nürnberg.
Er befasste sich unter anderem mit fehlertoleranter Computerhardware.
Er wurde 2001 Ehrendoktor der Technischen und Wirtschaftswissenschaftlichen Universität Budapest.

## Schriften (Auswahl)
- Herausgeber mit Geoffrey J. Iverson, Arnold Perlmutter: Broken scale invariance and the light cone, Lectures from the Coral Gables Conference on Fundamental Interactions at High Energy, January 20-22, 1971, Gordon and Breach, 1971 (er war auch Mitherausgeber weiterer Coral Gable Konferenzen)
- Herausgeber  mit M. Conrad, Werner Güttinger: Physics and mathematics of the nervous system, Proceedings of a Summer School organized by the International Centre for Theoretical Physics, Trieste, and the Institute for Information Sciences, University of Tübingen, held at Trieste, August 21-31, 1973, Springer 1974
- Fehlertolerante Systeme. Modelle der Zuverlässigkeit, Verfügbarkeit, Diagnose und Erneuerung, Teubner 1979
- Herausgeber mit Peter Kramer: Groups, Systems and Many-Body-Physics, Vieweg 1980
- mit Joachim Lutz, Thomas Risse: Programmieren in Modula 2. Eine Einführung in die modulare Programmieren mit Anwendungsbeispielen unter UNIX, Teubner 1984
- Grundlagen der systemnahen Programmierung, Teubner 1988
- Herausgeber mit Arndt Bode: Parallel computer architectures : theory, hardware, software, applications, Springer 1993
- Rechnerarchitektur. Grundzüge des Aufbaus und der Organisation von Rechnerhardware, Teubner 1996
- Herausgeber mit Mohamed Kaaniche, András Patricza: Dependable computing : EDCC-5 : 5th European Dependable Computing Conference, Budapest, Hungary, April 20-22, 2005, Springer 2005